# Бачинські (герб)
Бачинські (пол. Baczyński) - шляхетський герб з нобілітації, різновид герба Сас.

## Опис герба
Опис згідно класичними правилами блазонування: 
У синьому полі золотий півмісяць з двома такими жзірками над рогами і срібною стрілою між ними. 
Клейнод: срібна стріла вістрям вгору, над якою золота зірка. 
Намет: синій, підбитий сріблом. 

## Найперша згадка
У 1776 році герб наданий меценатові Станіславу Костці Мартину Бачинському.

## Геральдичний рід
Бачинські (Baczyński).